# Harry Blanchard
Harold „Harry“ Blanchard (* 30. Juni 1931 in Burlington; † 31. Januar 1960 in Buenos Aires) war ein US-amerikanischer Autorennfahrer.

## Karriere
Harry Blanchards einziger Auftritt bei einem Weltmeisterschaftslauf der Automobilweltmeisterschaft kam eher zufällig zustande. 1959 wurde er vom Veranstalter des Großen Preis der USA eingeladen, mit seinem privaten Porsche RSK am Rennen in Sebring teilzunehmen, um das Starterfeld aufzufüllen. Im Rennen wurde er dann mit einem Rückstand von vier Runden auf den Sieger Bruce McLaren siebter.
Blanchard war in den 1950er-Jahren regelmäßig bei Sportwagenrennen in den USA am Start und konnte sich oft als Klassensieger in die Siegerlisten eintragen. Er verunglückte 1960 beim 1000-km-Rennen von Buenos Aires nach einem Überschlag tödlich.

## Statistik

### Statistik in der Formel 1

#### Gesamtübersicht
| Saison | Team                     | Chassis         | Motor          | Rennen | Siege | Zweiter | Dritter | Poles | schn. Rennrunden | Punkte | WM-Pos. |
| ------ | ------------------------ | --------------- | -------------- | ------ | ----- | ------- | ------- | ----- | ---------------- | ------ | ------- |
| 1959   | Blanchard Automobile Co. | Porsche 718 RSK | Porsche 1.5 F4 | 1      | −     | −       | −       | −     | −                | −      | NC      |
| Gesamt | Gesamt                   | Gesamt          | Gesamt         | 1      | −     | −       | −       | −     | −                | −      |         |

#### Einzelergebnisse
| Saison | 1 | 2 | 3 | 4 | 5 | 6 | 7 | 8 | 9 |
| ------ | - | - | - | - | - | - | - | - | - |
| 1959   |   |   |   |   |   |   |   |   |   |
|        |   |   |   |   |   |   |   | 7 |   |

| Legende  | Legende            | Legende                                                          |
| Farbe    | Abkürzung          | Bedeutung                                                        |
| -------- | ------------------ | ---------------------------------------------------------------- |
| Gold     | –                  | Sieg                                                             |
| Silber   | –                  | 2. Platz                                                         |
| Bronze   | –                  | 3. Platz                                                         |
| Grün     | –                  | Platzierung in den Punkten                                       |
| Blau     | –                  | Klassifiziert außerhalb der Punkteränge                          |
| Violett  | DNF                | Rennen nicht beendet (did not finish)                            |
| Violett  | NC                 | nicht klassifiziert (not classified)                             |
| Rot      | DNQ                | nicht qualifiziert (did not qualify)                             |
| Rot      | DNPQ               | in Vorqualifikation gescheitert (did not pre-qualify)            |
| Schwarz  | DSQ                | disqualifiziert (disqualified)                                   |
| Weiß     | DNS                | nicht am Start (did not start)                                   |
| Weiß     | WD                 | zurückgezogen (withdrawn)                                        |
| Hellblau | PO                 | nur am Training teilgenommen (practiced only)                    |
| Hellblau | TD                 | Freitags-Testfahrer (test driver)                                |
| ohne     | DNP                | nicht am Training teilgenommen (did not practice)                |
| ohne     | INJ                | verletzt oder krank (injured)                                    |
| ohne     | EX                 | ausgeschlossen (excluded)                                        |
| ohne     | DNA                | nicht erschienen (did not arrive)                                |
| ohne     | C                  | Rennen abgesagt (cancelled)                                      |
| ohne     | keine WM-Teilnahme |                                                                  |
| sonstige | P/fett             | Pole-Position                                                    |
| sonstige | 1/2/3/4/5/6/7/8    | Punktplatzierung im Sprint-/Qualifikationsrennen                 |
| sonstige | SR/kursiv          | Schnellste Rennrunde                                             |
| sonstige | *                  | nicht im Ziel, aufgrund der zurückgelegten Distanz aber gewertet |
| sonstige | ()                 | Streichresultate                                                 |
| sonstige | unterstrichen      | Führender in der Gesamtwertung                                   |

### Sebring-Ergebnisse
| Jahr | Team            | Fahrzeug            | Teamkollege   | Platzierung | Ausfallgrund |
| ---- | --------------- | ------------------- | ------------- | ----------- | ------------ |
| 1959 | Harry Blanchard | Lancia Appia Zagato | Skip Callahan | Rang 35     |              |

### Einzelergebnisse in der Sportwagen-Weltmeisterschaft
| Saison | Team            | Rennwagen    | 1   | 2   | 3   | 4   | 5   |
| ------ | --------------- | ------------ | --- | --- | --- | --- | --- |
| 1959   | Harry Blanchard | Lancia Appia | SEB | TAR | NÜR | LEM | RTT |
| 1959   | Harry Blanchard | Lancia Appia | 35  |     |     |     |     |
| 1960   | Wolfgang Seidel | Porsche 718  | BUA | SEB | TAR | NÜR | LEM |
| 1960   | Wolfgang Seidel | Porsche 718  | DNF |     |     |     |     |